# Copenhagen Sprint 2025 (vrouwen)
De eerste editie van de wielerwedstrijd Copenhagen Sprint voor vrouwen vond plaats op 21 juni 2025, daags voor de manneneditie. De 123 deelneemsters startten in Roskilde en finishten 151 kilometer later in Kopenhagen, waar eerst drie plaatselijke rondjes werd gereden. De wedstrijd maakte deel uit van de Women's World Tour, met de categorie 1.WWT. De Nederlandse Lorena Wiebes won, voor het Italiaanse Elisa Balsamo en Chiara Consonni.

## Uitslag
| Plaats  | Naam                   | Ploeg                    | Tijd     |
| ------- | ---------------------- | ------------------------ | -------- |
| Winnaar | Lorena Wiebes          | SD Worx-Protime          | 3u18'02" |
| 2       | Elisa Balsamo          | Lidl-Trek                | z.t.     |
| 3       | Chiara Consonni        | CANYON//SRAM zondacrypto | z.t.     |
| 4       | Charlotte Kool         | Picnic PostNL            | z.t.     |
| 5       | Nienke Veenhoven       | Visma \| Lease a Bike    | z.t.     |
| 6       | Lily Williams          | Human Powered Health     | z.t.     |
| 7       | Susanne Andersen       | Uno-X Mobility           | z.t.     |
| 8       | Amalie Dideriksen      | Cofidis                  | z.t.     |
| 9       | Mylène de Zoete        | CERATIZIT                | + 3"     |
| 10      | Sofia Bertizzolo       | UAE Team ADQ             | z.t.     |
| 11      | Lonneke Uneken         | VolkerWessels            | z.t.     |
| 12      | Meike Uiterwijk Winkel | BePink-Imatra-Bongioanni | z.t.     |
| 13      | Michaela Drummond      | Arkéa-B&B Hotels         | z.t.     |
| 14      | Kathrin Schweinberger  | Human Powered Health     | z.t.     |
| 15      | Barbara Guarischi      | SD Worx-Protime          | z.t.     |
| 16      | Jeanne Korevaar        | Liv AlUla Jayco          | z.t.     |
| 17      | Pfeiffer Georgi        | Picnic PostNL            | + 8"     |
| 18      | Shari Bossuyt          | AG Insurance-Soudal      | + 9"     |
| 19      | Monica Greenwood       | Coop-Repsol              | + 11"    |
| 20      | Imogen Wolff           | Visma \| Lease a Bike    | z.t.     |

Mannen: 2025
Vrouwen: 2025
Tour Down Under ·
Cadel Evans Great Ocean Road Race ·
Ronde van de Verenigde Arabische Emiraten ·
Omloop Het Nieuwsblad ·
Strade Bianche ·
Trofeo Alfredo Binda-Comune di Cittiglio ·
Milaan-San Remo ·
Brugge-De Panne ·
Gent-Wevelgem ·
Ronde van Vlaanderen ·
Parijs-Roubaix ·
Amstel Gold Race ·
Waalse Pijl ·
Luik-Bastenaken-Luik ·
Ronde van Spanje ·
Ronde van het Baskenland ·
Ronde van Burgos ·
Ronde van Groot-Brittannië ·
Ronde van Zwitserland ·
Copenhagen Sprint · 
Ronde van Italië ·
Ronde van Frankrijk ·
Ronde van Romandië ·
Ronde van Scandinavië ·
GP de Plouay-Bretagne ·
Simac Ladies Tour ·
Ronde van Chongming ·
Ronde van Guangxi